# Acarellina
Acarellina — рід грибів. Назва вперше опублікована 1960 року.

## Класифікація
До роду Acarellina відносять 1 вид:
- Acarellina psidii